# APL
APL е странен, необичаен и мощен програмен език, който може да се използва за компактно и находчиво решаване на различни задачи. Той, освен че използва гръцки букви и специални символи, е и компактен и мощен. APL се различава от повечето други програмни езици по това, че може да обработва масиви от числа като самостоятелни елементи и може да изпълнява големи задачи с невероятна компактност.
Езикът е създаден от Кенет Айвърсън през 1962 г. Отначало е замислен като език за въвеждане на математически формули в компютъра. С течение на времето той се превръща в програмен език и сега се използва за икономически и научни приложения.
Предимствата на APL се изразяват в неговото превъзходство в обработката на матрици, масиви, статистики и математически функции с голям обем изчисления. Също така е подходящ за работа със символи, файлове, многомерни масиви и дефинирани от потребителя функции. Програмите му се създават и използват лесно поради това, че е интерактивен език с интерпретатор.
Недостатъците на APL са, че той е доста труден за изучаване и разбиране. Разбирането на малка част от програмата може да отнеме дълго време дори на опитен програмист на APL. Освен това начинът на мислене при създаването на програма се различава от този в други програмни езици дотолкова, че адаптирането към него може да отнеме време.